# Sim City (álbum)
Sim City es un álbum de 1995 del compositor y músico japonés Susumu Hirasawa. Es su quinto álbum de solista.

## Contexto
En 1994 Susumu Hirasawa recibió de su vecino, el editor en jefe de la revista Doll Magazine, Mikio Moriwaki, la sugerencia de que intentara hacer su próximo álbum de solista en el estilo de Pink Floyd. Su plan original era hacer una versión de los 90s de The Dark Side of the Moon, y que abordara un territorio similar a su álbum de 1991 Virtual Rabbit.
Posteriormente, se le ocurrió la idea de llevar a cabo el World Inspection Tour (万国点検隊 Bankoku Tenken Tai?) un tipo de juego de roles realizado en el extranjero por miembros de su club de fanes oficial llamado Hirasawa Bypass. Se decidió que tomaría lugar en la ciudad tailandesa de Phuket, ya que el vuelo de avión era corto y no había mucho turismo japonés en la zona. Para verificar la falta de conexión con Japón, Hirasawa realizó un viaje de prueba para ver si la ciudad era apropiada para el tour, que también fue su primer viaje a Tailandia.
No tenía idea de qué iba a encontrar en el país y esperaba algo similar a la Guerra de Vietnam. La noche de su llegada acudió a un show en el Simon Cabaret, donde se presentaba un elenco compuesto enteramente por personas pertenecientes a la identidad Kathoey. Esta experiencia sería determinante para su impresión y relación con la cultura tailandesa. Se hizo amigo de las artistas en viajes posteriores, quedando fascinado por su forma de ser y de las disparidades sociales y tecnológicas que veía en Bangkok. El shock cultural que experimentó en estos viajes afectó profundamente a Hirasawa, por lo que terminó componiendo, escribiendo y grabando en la capital tailandesa.
Debido a la naturaleza irresponsable del estudio tailandés y la desconfianza de Hirasawa por la manipulación de su equipo, terminó llevando solamente 24 pistas de grabaciones instrumentales en cintas análogas para trabajarlas. El único material que terminó grabando en Tailandia fue su voz y la de las intérpretes tailandesas en un periodo de cuatro días. Aunque Hirasawa no dominaba el tailandés, escribió las letras utilizando referencias cruzadas a partir de cuatro guías de idioma, pero el significado de lo que escribió originalmente era completamente distinto a lo que buscaba transmitir, lo que llevó a reescribir sobre la marcha tanto las letras como las melodías.
En el concepto y la historia del álbum y del espectáculo interactivo en vivo, una Tailandia futurista es retratada como una ciudad simulada. Aunque "Sim City" es un juego de palabras que hace referencia a "Siam City", Hirasawa no considera Tailandia como una "ciudad simulada", sino que se trata de un concepto personal que fue inspirado por ese lugar específico. Por esa razón el álbum no puede considerarse "World music", sino como una manifestación de este espacio interior que se combina con el ciberespacio, o en cambio como esta "World music" falsa funciona como una simulación de una locación no especificada.
La sesión de fotos para el folleto del álbum se realizó en Tailandia y es el único folleto de un álbum en solitario de Hirasawa en el que él no es la única persona en las fotografías. Hirasawa y la artista Miss N. del Simon Cabaret se muestran en zonas de naturaleza, espacios urbanos y un wat. Miss N. usa un velo hecho con cables MIDI en algunas de las fotografías, incluida la que fue utilizada para la portada del disco.

## Lista de canciones
Todas las pistas fueron escritas por Susumu Hirasawa con excepción de "Recall", "Sim City" y "Prologue", que tienen letras de Hirasawa y Miss N.
| N.º | Título                                                                | Duración |  |
| 1.  | «Recall»                                                              | 1:23     |  |
| 2.  | «Archetype Engine»                                                    | 4:42     |  |
| 3.  | «Lotus»                                                               | 4:26     |  |
| 4.  | «Kingdom»                                                             | 5:16     |  |
| 5.  | «Echoes (CHARAN SANITWONG 24)»                                        | 6:19     |  |
| 6.  | «Sim City»                                                            | 5:04     |  |
| 7.  | «Dark Side of the Moon» (月の影 Tsuki no Kage)                        | 6:11     |  |
| 8.  | «Pacific Rim Imitation Network» (環太平洋擬装網 Kantai Heiyō Gisō Mō) | 3:28     |  |
| 9.  | «Colony»                                                              | 4:50     |  |
| 10. | «Caravan»                                                             | 5:48     |  |
| 11. | «Prologue»                                                            | 2:19     |  |

"Echoes" sólo aparece con el subtítulo en el folleto de letras del álbum. Fuera del título y la relación con Pink Floyd, la canción no tiene conexión con la pista con el mismo título en el álbum Another Game. 

## Créditos
- Susumu Hirasawa - voz, guitarra eléctrica (Fernandes PHOTON), sintetizadores (E-mu Proteus/2, Korg M1R, Roland JD-800), Miburi, sampler (Akai S1100), caja de ritmos (Roland R-8 con DANCE card), Amiga (2500), Vista, secuenciador (Bars&Pipes Professional), programación, producción

Músicos e intérpretes adicionales
- Miss N. (Simon Cabaret, Phuket) - narración en "Recall", "Sim City" (sin créditos) y "Prologue"; fotografía en portada del álbum.
- Wisakha Fraytes - voz en "Sim City"

Técnicos
- Masanori Chinzei - Grabación, Mezcla
- Naoyuki Kamijo (Otoya), Hajime Nagai (Z's), Tomoko Yamashita (Z's), Tum (Center Stage) - ingeniero asistente
- Keiko Ueda - mastering

Visuales
- Kiyoshi Inagaki (tristero design) - dirección de arte, diseño
- Kasiko Takahasi -  typeface similar al tailandés[2]
- Hideki Namai - Fotografía
- Akemi Tsujitani - styling

Operaciones
- Kenji Sato (FI-Mode) - coordinador de sesión en Tailandia
- Wai Rachatachotic - Guía de sesión en Tailandia
- Roppei Iwagami (Pre-Octave) - editorial
- I3 Promoción - Mánger y representación del artista
  - Yūichi Kenjo - coproducción
  - Koosuke Mogi - Mánager
  - Masami Fujii - A&R coordinación
- Polydor K.K.
  - Osamu Takeuchi - Dirección
  - Kenji Saiki - personal de promoción

Agradecimientos
- Phuket Simon Cabaret
  - Miss. Dawe, Mr. Neng
- Fernandes
- Korg
- Hirasawa Bypass
- Photon